# Štefka Drolc
Štefka Drolc (polno ime Štefanija Ana Drolc), slovenska igralka in pedagoginja, * 22. december 1923, Ponikva,  † 24. junij 2018, Ljubljana.

## Življenjepis
Rodila se je na Ponikvi v Občini Šentjur. Svojo igralsko kariero je začela kot amaterska igralka v Mariboru. Po nekaj uspešnih sezonah se je v sezoni 1945/46 zaposlila v Drami SNG Maribor. Po sezoni 1946/47 je v letih 1947/48 delala pri Triglav Filmu, od tam pa je leta 1948 odšla v Slovensko stalno gledališče v Trst, kjer je ostala do konca sezone 1958/59. Po tem se je za kratek čas najprej zaposlila honorarno, od leta 1960 pa je bila stalna članica ljubljanske Drame Slovenskega narodnega gledališča. Kot filmska igralka je debitirala za vlogo Tildice v filmu Na svoji zemlji. Kasneje se je zaposlila kot pedagoginja na AGRFT. Poročena je bila z režiserjem Jožetom Babičem.
Umrla je 25. junija 2018 v 95. letu starosti. Vlada Republike Slovenije ji je priredila državni pogreb z vojaškimi častmi na ljubljanskem pokopališču Žale.

## Izbrana filmografija
Štefka Drolc je nastopila v več slovenskih filmih in tako postala ena najbolj prepoznavnih igralk v Sloveniji.

### Celovečerni filmi
- Na svoji zemlji, 1948
- Naš avto, 1962
- Zarota, 1964
- Na papirnatih avionih, 1967
- Na klancu, 1971
- Cvetje v jeseni, 1973
- Draga moja Iza, 1979
- Iskanja, 1979
- Deseti brat, 1982
- Sanjarjenje (1983, TV)
- Trije prispevki k slovenski blaznosti, 1983
- Tatort (film) Unvergessen (Jozefa Karnicar), 2013
- Vztrajanje, 2016

### TV serije
- Utonilo je sonce (1975)

## Gledališke vloge
Poleg filmskih vlog je Štefka Drolc nastopila v več kot štiridesetih gledaliških vlogah, med katerimi velja omeniti njene najbolj prepoznavne:
- Voranc, 1980
- Dogodek v mestu Gogi, 1991, 1995
- Kralj Lear, 1992
- Tri visoke ženske, 1997
- Idiot, 1999
- Tri sestre, 2002
- Arzenik in stare čipke, 2003

## Nagrade
- Nagrada Združenja dramskih umetnikov Slovenije (1959), za vlogo Katerine Ivanove v Zločinu in kazni Dostojevskega (SSG Trst)
- Prešernova nagrada (1964), za vloge v letu 1963: Dr. Zahdnova v Dürrenmattovih Fizikih, Plesalka v Božičevih kaznjencih (Drama SNG v Ljubljani) in Kesonija v Camusovem Kaliguli (Oder 57)
- Listina niškega festivala (1971), za vlogo Francke v filmu Vojka Duletiča Na Klancu, na Niških filmskih srečanjih
- Severjeva nagrada (1977), za vlogo Lidije Vasiljevne v Staromodni komediji Abruzova (Drama SNG v Ljubljani)
- Srebrna arena (1979), za vlogo Marije Novak v filmu Vojka Duletiča Draga moja Iza, na Festivalu jugoslovanskega igranega filma v Pulj
- Borštnikova nagrada (1980) za igro, za vlogo Neže v Vorancu Dane Zajc (SNG Drama Ljubljana)
- Župančičeva nagrada (1980), za vlogo Neže v Vorancu Daneta Zajca in Jessice v Morju Edwarda Bonda (Drama SNG v Ljubljani)
- Borštnikova nagrada (1982), za vlogo matere v Krvavi svatbi Garcíe Lorce (SSG Trst)
- Borštnikovo odličje-Bronasti kipec Otona Župančiča (1982), za najbolj dognan odrski jezik za posameznega igralca, za vlogo matere v Krvavi svatbi Garcíe Lorce (SSG Trst)
- Borštnikov prstan (1983)
- Borštnikova nagrada za igro (1997), za vlogo v Treh visokih ženskah Edwarda Albeeja (MGL)
- Srebrni častni znak svobode Republike Slovenije (1997)
- Prešernova nagrada (2009), za življenjsko delo
- Častna meščanka Ljubljane (2013)
- nagrada bert (2014)